# (29598) 1998 HB62
A (29598) 1998 HB62 a Naprendszer kisbolygóövében található aszteroida. A LINEAR projekt keretében fedezték fel 1998. április 21-én.